# Ceratostomella cuspidata
Ceratostomella cuspidata är en svampart som tillhör divisionen sporsäcksvampar, och som först beskrevs av Fr., och fick sitt nu gällande namn av Martina Réblová. Ceratostomella cuspidata ingår i släktet Ceratostomella, klassen Sordariomycetes, divisionen sporsäcksvampar och riket svampar. Arten är reproducerande i Sverige.